# Camon (Somme)
Pour les articles homonymes, voir Camon.
Camon est une commune française située dans le département de la Somme en région Hauts-de-France.

## Géographie
Camon est située au bord de la Somme dans la communauté d'agglomération Amiens Métropole au sud-est de la préfecture Amiens. Le territoire de la commune est limitrophe de ceux de huit communes :
| Rivery | Allonville | Querrieu Bussy-lès-Daours |
|        | Camon      | Lamotte-Brebière          |
| Amiens | Longueau   | Glisy                     |

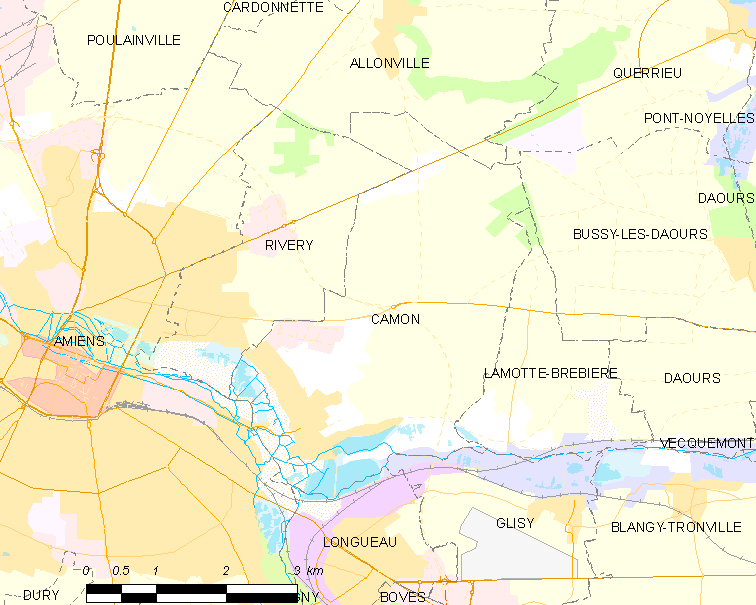
Carte de la commune.
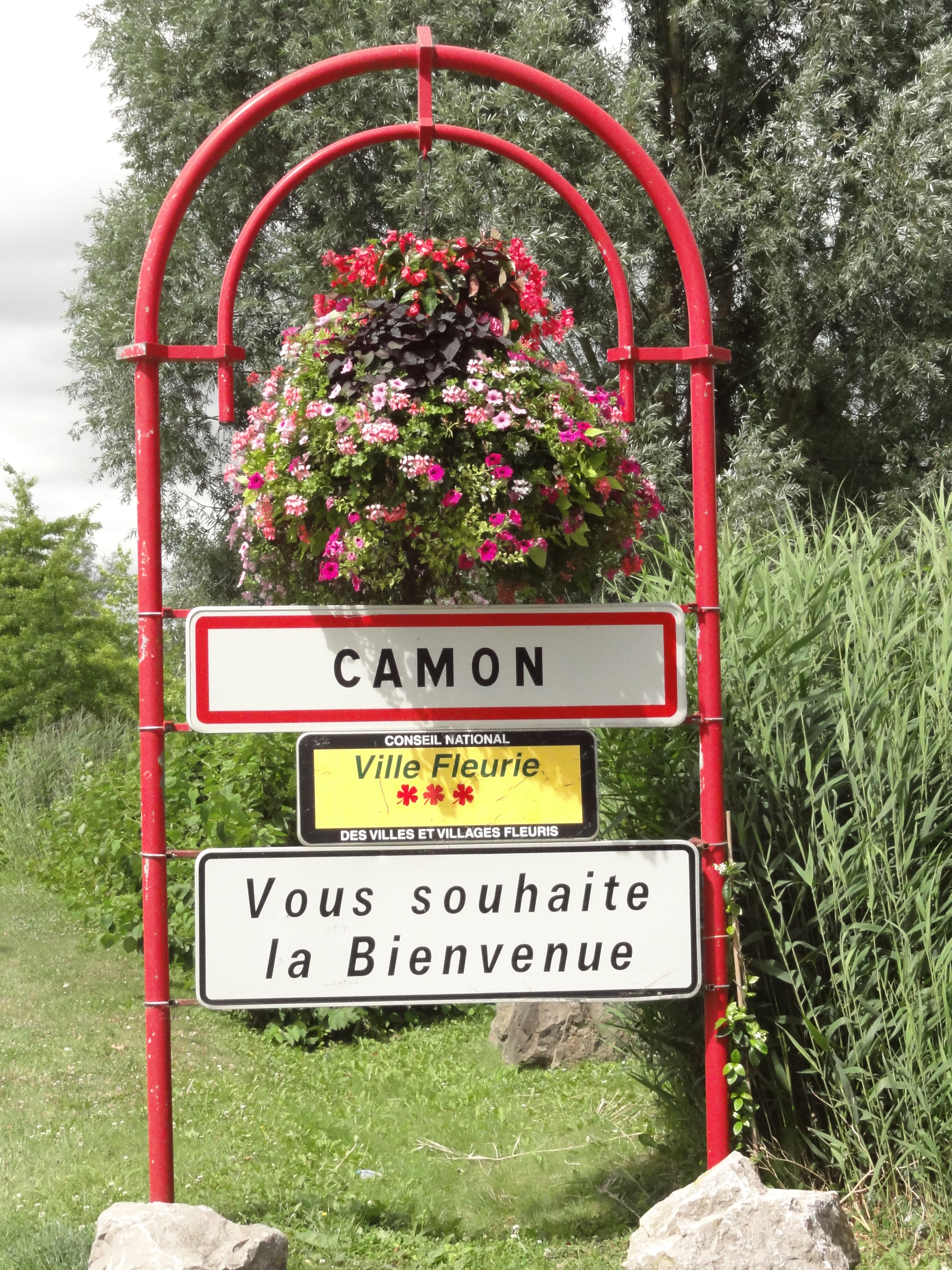
Entrée de l'agglomération.
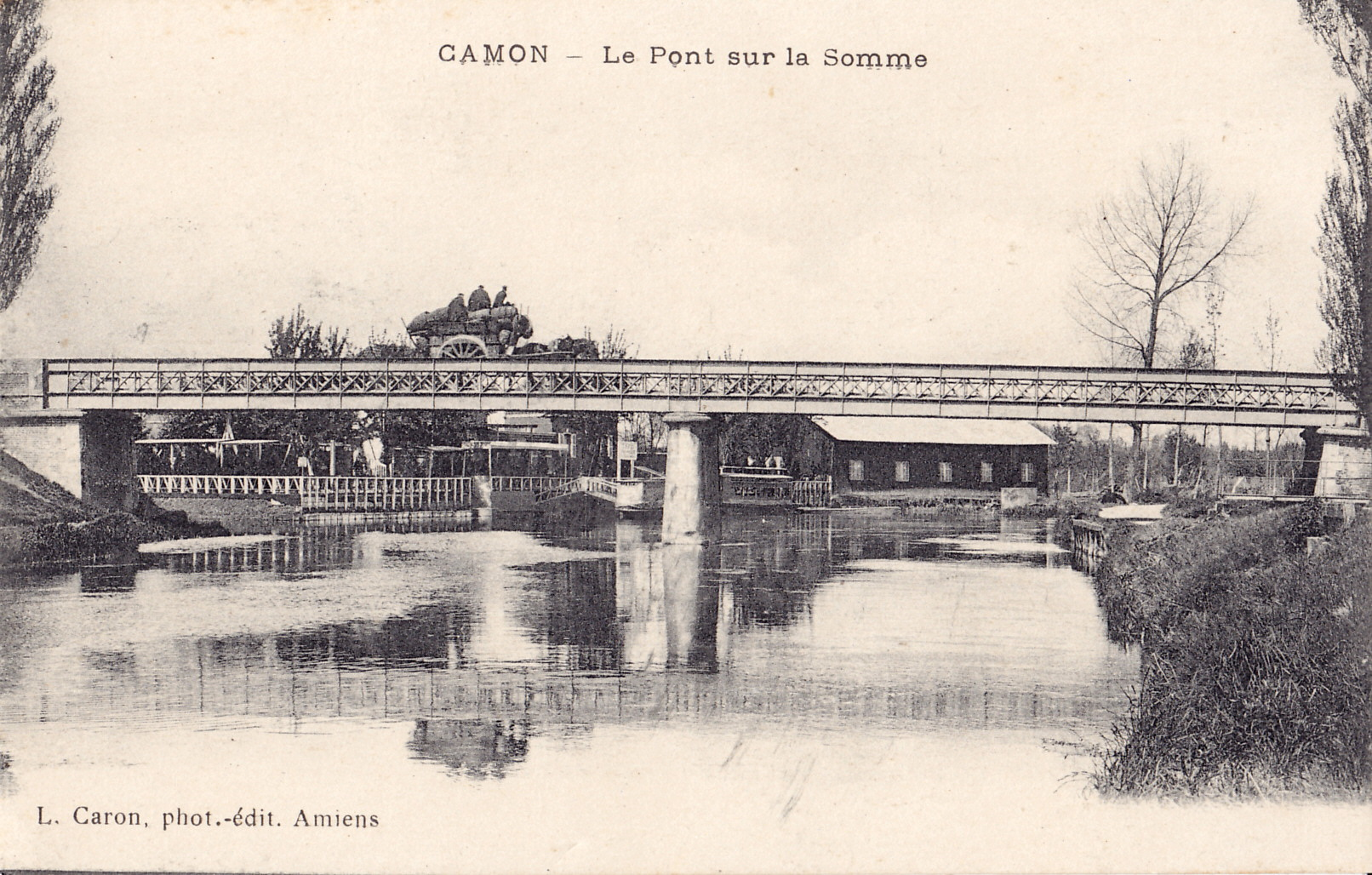
Le pont de Camon, dans les années 1910.
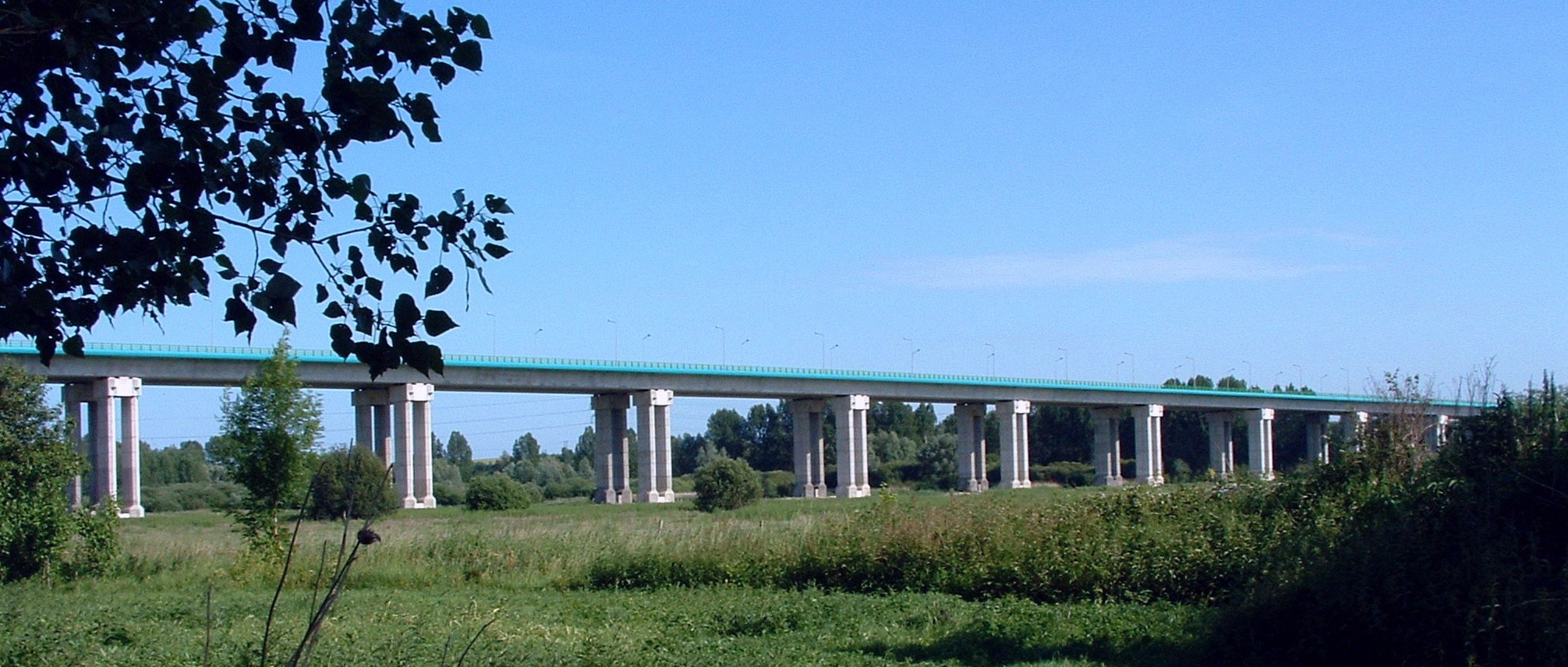
Viaduc Jules-Verne.

Camon est divisée entre le bourg, sur la rive droite de la Somme et le Petit-Camon, sur la RD 929 (ancienne RN 29) d'Amiens à Albert.
Le contournement routier d'Amiens, par l'est, est réalisé, sur le territoire de la commune, par un ouvrage d'art de 943 m, le viaduc Jules-Verne.

### Hydrographie

#### Réseau hydrographique
La commune est située dans le bassin Artois-Picardie. Elle est drainée par la Somme canalisée, l'Avre, la Cité du Château et divers autres petits cours d'eau.
Le canal de la Somme, construit entre 1770 et 1827, et mis au gabarit Freycinet en 1880, est long 170 km. Il débute à Saint-Simon où il touche au canal de Saint-Quentin et débouche dans la baie de Somme.
L'Avre, d'une longueur de 66 km, prend sa source dans la commune de Amy, à 81 m d'altitude, et se jette  dans la Somme à Longueau, à 24 m d'altitude, après avoir traversé 31 communes. Les caractéristiques hydrologiques de l'Avre sont données par la station hydrologique située sur la commune. Le débit moyen journalier maximum est de 6,8 m3/s, atteint lors de la crue du 22 juin 2024. Le débit instantané maximal est quant à lui de 6,93 m3/s, atteint le même jour.

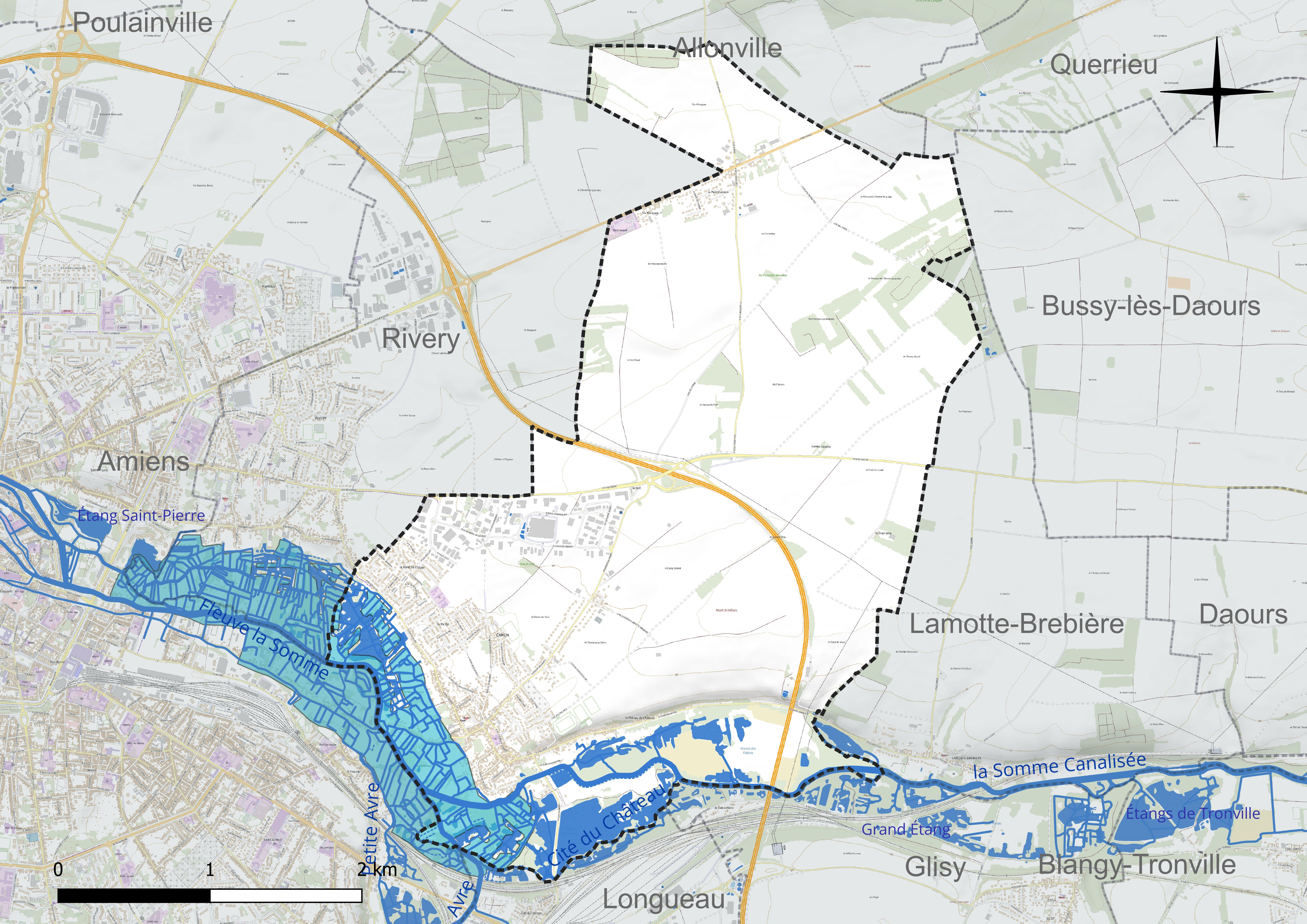
Réseau hydrographique de Camon.

#### Gestion et qualité des eaux
Le territoire communal est couvert par le schéma d'aménagement et de gestion des eaux (SAGE) « Somme aval et Cours d'eau côtiers ». Ce document de planification concerne un territoire de 1 835 km2 de superficie, délimité par le bassin versant de la Somme canalisée. Le périmètre a été arrêté le 29 avril 2010 et le SAGE proprement dit a été approuvé le 6 août 2019. La structure porteuse de l'élaboration et de la mise en œuvre est le syndicat mixte d'aménagement hydraulique du bassin versant de la Somme (AMEVA).
La qualité des cours d'eau peut être consultée sur un site dédié géré par les agences de l'eau et l'Agence française pour la biodiversité.

### Climat
Pour des articles plus généraux, voir Climat des Hauts-de-France et Climat de la Somme.
En 2010, le climat de la commune est de type climat océanique dégradé des plaines du Centre et du Nord, selon une étude du CNRS s'appuyant sur une série de données couvrant la période 1971-2000. En 2020, Météo-France publie une typologie des climats de la France métropolitaine dans laquelle la commune est exposée à un climat océanique et est dans la région climatique Nord-est du bassin Parisien, caractérisée par un ensoleillement médiocre, une pluviométrie moyenne régulièrement répartie au cours de l'année et un hiver froid (3 °C).
Pour la période 1971-2000, la température annuelle moyenne est de 10,5 °C, avec une amplitude thermique annuelle de 13,9 °C. Le cumul annuel moyen de précipitations est de 686 mm, avec 11,7 jours de précipitations en janvier et 8,7 jours en juillet. Pour la période 1991-2020, la température moyenne annuelle observée sur la station météorologique la plus proche, située sur la commune de Glisy à 4 km à vol d'oiseau, est de 11,1 °C et le cumul annuel moyen de précipitations est de 646,6 mm,. Pour l'avenir, les paramètres climatiques de la commune estimés pour 2050 selon différents scénarios d'émission de gaz à effet de serre sont consultables sur un site dédié publié par Météo-France en novembre 2022.
| Mois                                  | jan.           | fév.             | mars          | avril         | mai             | juin           | jui.           | août           | sep.           | oct.            | nov.            | déc.             | année      |
| ------------------------------------- | -------------- | ---------------- | ------------- | ------------- | --------------- | -------------- | -------------- | -------------- | -------------- | --------------- | --------------- | ---------------- | ---------- |
| Température minimale moyenne (°C)     | 1,6            | 1,6              | 3,4           | 5,1           | 8,4             | 11,4           | 13,4           | 13,3           | 10,7           | 8               | 4,7             | 2,2              | 7          |
| Température moyenne (°C)              | 4,2            | 4,7              | 7,5           | 10,1          | 13,5            | 16,5           | 18,7           | 18,7           | 15,6           | 11,8            | 7,6             | 4,7              | 11,1       |
| Température maximale moyenne (°C)     | 6,7            | 7,8              | 11,5          | 15,2          | 18,5            | 21,6           | 23,9           | 24             | 20,5           | 15,6            | 10,5            | 7,1              | 15,2       |
| Record de froid (°C) date du record   | −14,6 10.01.09 | −12,7 07.02.1991 | −10 04.03.05  | −3,9 08.04.03 | −1,2 07.05.1997 | 0,1 05.06.1991 | 4,5 04.07.1990 | 5,2 08.08.1990 | 1,1 27.09.1990 | −5,4 30.10.1997 | −9,5 24.11.1998 | −13,5 29.12.1996 | −14,6 2009 |
| Record de chaleur (°C) date du record | 15,8 09.01.15  | 19,4 24.02.1990  | 24,1 31.03.21 | 26,7 19.04.18 | 31,5 27.05.05   | 36 27.06.11    | 41,7 25.07.19  | 38,1 10.08.03  | 34,2 15.09.20  | 28 10.10.23     | 20,7 07.11.15   | 17,1 07.12.00    | 41,7 2019  |
| Ensoleillement (h)                    | 637            | 865              | 1 469         | 2 063         | 2 027           | 2 203          | 224            | 1 881          | 168            | 1 169           | 711             | 665              | 17 609     |
| Précipitations (mm)                   | 48,8           | 45               | 45,3          | 39,4          | 55,9            | 54,6           | 58,9           | 59,9           | 48,4           | 57,7            | 60,4            | 72,3             | 646,6      |

## Urbanisme

### Typologie
Au 1er janvier 2024, Camon est catégorisée grand centre urbain, selon la nouvelle grille communale de densité à sept niveaux définie par l'Insee en 2022.
Elle appartient à l'unité urbaine d'Amiens, une agglomération intra-départementale regroupant onze  communes, dont elle est une commune de la banlieue,,. Par ailleurs la commune fait partie de l'aire d'attraction d'Amiens, dont elle est une commune du pôle principal,. Cette aire, qui regroupe 369 communes, est catégorisée dans les aires de 200 000 à moins de 700 000 habitants,.

### Occupation des sols
L'occupation des sols de la commune, telle qu'elle ressort de la base de données européenne d'occupation biophysique des sols Corine Land Cover (CLC), est marquée par l'importance des territoires agricoles (72,6 % en 2018), en diminution par rapport à 1990 (81,1 %). La répartition détaillée en 2018 est la suivante : 
terres arables (63,9 %), zones urbanisées (13,1 %), zones industrielles ou commerciales et réseaux de communication (5,8 %), eaux continentales (5,5 %), zones agricoles hétérogènes (4,4 %), prairies (4,3 %), forêts (2,1 %), zones humides intérieures (0,9 %). L'évolution de l'occupation des sols de la commune et de ses infrastructures peut être observée sur les différentes représentations cartographiques du territoire : la carte de Cassini (XVIIIe siècle), la carte d'état-major (1820-1866) et les cartes ou photos aériennes de l'IGN pour la période actuelle (1950 à aujourd'hui).

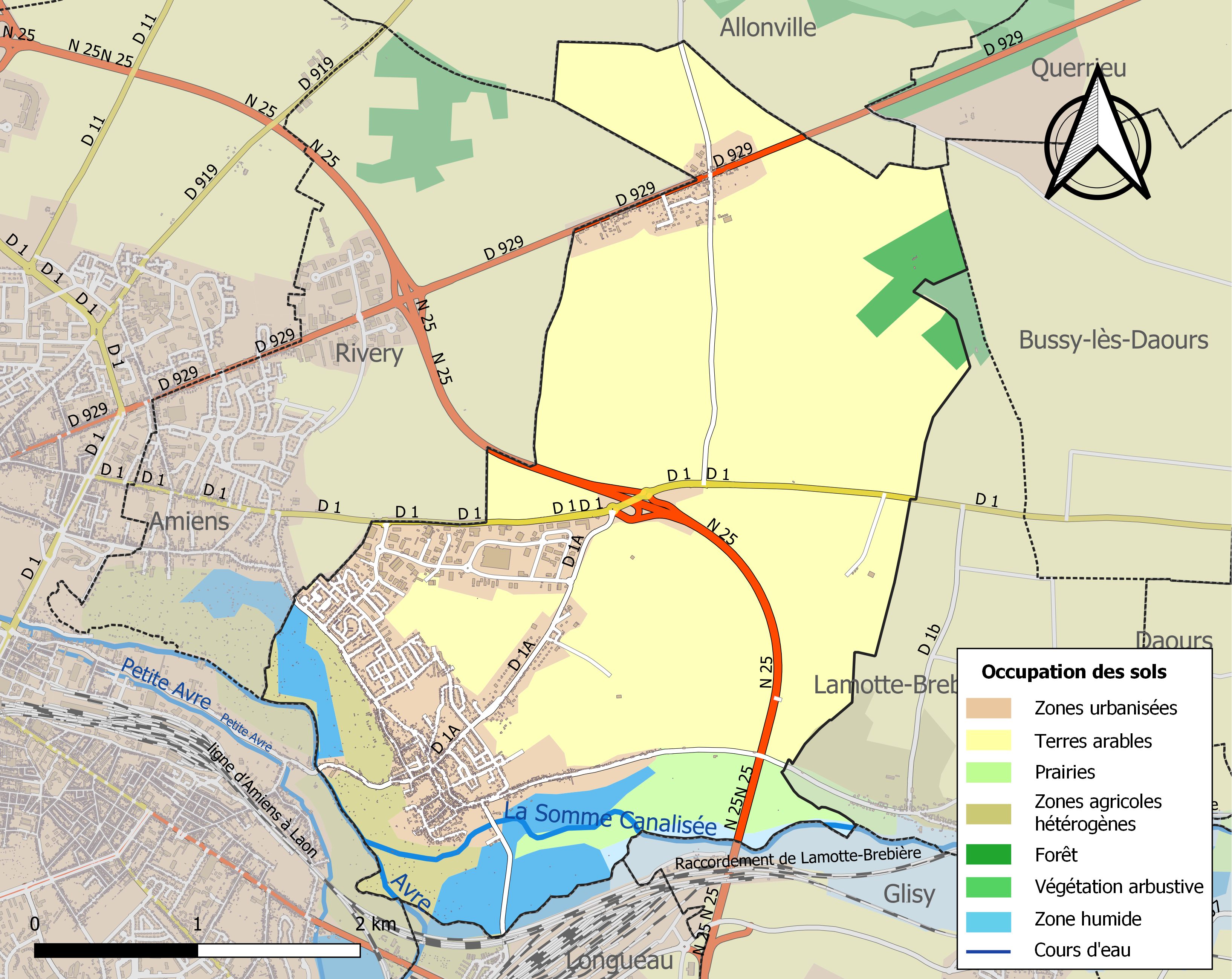
Carte des infrastructures et de l'occupation des sols de la commune en 2018 (CLC).

## Toponymie
Le nom de la localité est attesté sous les formes Calmunt en 1120 ; Camons en 1153 ; Caumont en 1579 ; Camont en 1634 ; Camon en 1727. Son nom est vraisemblablement issu du gaulois « cambo », qui désignait une « courbe de rivière ». Le b- semble avoir été assimilé au -m- qui le précédait, par simplification de prononciation. Cette commune se situe en effet dans un méandre de la Somme.

## Histoire

### Préhistoire
Des dépôts d'armes de l'âge du bronze attestent d'une présence humaine très ancienne.

### Moyen Âge
En 1313, coexistent trois moulins situés chemin des Moutiers, aujourd'hui chemin des Prêtres[source insuffisante].

### Époque contemporaine

#### Première Guerre mondiale
En septembre 1914, l'armée allemande campe à Camon, l'artillerie occupe les hauteurs environnantes prête à bombarder le village et la ville d'Amiens au premier acte d'hostilité. Le septembre les Allemands quittent Camon. Le 23 septembre 1914, trois « espions » sont arrêtés à Camon. Le 1er octobre, un avion allemand bombarde la route de Corbie et le 7 octobre 1914, l'aviation anglaise et l'aviation française interviennent. Tout au long du mois d'octobre, des régiments passent par Camon et campent sur la place. Le 27 octobre 1914, le canon tonne avec une force incroyable[source insuffisante].

#### Seconde Guerre mondiale
La Résistance a été très active à Camon, face aux armées hitlériennes d'occupation.

#### Depuis 2020
En 2023, une polémique éclate, elle est relayée dans les médias. À la suite d'un projet immobilier, « la Venise Verte », une résidence de 31 logements est prévue par la municipalité et serait construite en bord de Somme sur le site des hortillonnages. Une association dénonce « l'impact visuel et écologique »  qu'elle aura et la non-conformité au plan de prévention des risques naturels (un expert pédologue évoque des risques d'inondations),,. Pour la Mairie, le projet "respecte la loi et le cadre de vie".

## Politique et administration

### Liste des maires
De 1790 à 1801, la commune relève de l'administration et de la justice de paix du canton de Querrieux.
En l'an VII et jusqu'au 10 germinal de l'an VIII (30 mars 1800), tous les mariages civils du canton sont prononcés au chef-lieu, conformément à l'article IV de la loi du 13 fructidor de l'an VI (30 août 1798).
| Période                                  | Période                         | Identité           | Étiquette | Qualité |
| ---------------------------------------- | ------------------------------- | ------------------ | --------- | --- |
| Les données manquantes sont à compléter. |                                 |                    |           | |
| mai 1924                                 | mai 1945                        | Gaston Brunel      | SE        | Cultivateur |
| mai 1945                                 | mai 1953                        | Paul Garçon        | SFIO      | |
| mai 1953                                 | novembre 1953                   | Léandre Morel      |           | Maire par intérim |
| novembre 1953                            | mars 1959                       | Paul Garçon        | SFIO      | |
| mars 1959                                | mars 1971                       | Lucien Jovelin     | PCF       | |
| mars 1971                                | décembre 1982                   | Émile Baheu        | PCF       | Métreur-vérificateur Décédé en cours de mandat |
| mars 1983                                | juin 1995                       | Albert Bécard      | PCF       | Maire par intérim de septembre 1982 à mars 1983 |
| juin 1995                                | mars 2001                       | Michel Ponthieu    | DVD       | |
| mars 2001                                | En cours (au mois de juin 2024) | Jean-Claude Renaux | PCF       | Agent de maîtrise Conseiller départemental du canton d'Amiens-3 (2015 → ) Vice-président d'Amiens Métropole (2014 → ) Réélu pour le mandat 2020-2026 |

### Politique environnementale
Classement des villes et villages fleuris : une fleur récompense les efforts locaux en faveur de l'environnement. En 2016, la commune reçoit sa troisième fleur.

## Population et société

### Démographie
L'évolution du nombre d'habitants est connue à travers les recensements de la population effectués dans la commune depuis 1793. Pour les communes de moins de 10 000 habitants, une enquête de recensement portant sur toute la population est réalisée tous les cinq ans, les populations de référence des années intermédiaires étant quant à elles estimées par interpolation ou extrapolation. Pour la commune, le premier recensement exhaustif entrant dans le cadre du nouveau dispositif a été réalisé en 2007.

En 2022, la commune comptait 4 387 habitants, en évolution de −0,23 % par rapport à 2016 (Somme : −1,26 %, France hors Mayotte : +2,11 %).
| 1793 | 1800 | 1806 | 1821  | 1831  | 1836  | 1841  | 1846  | 1851  |
| ---- | ---- | ---- | ----- | ----- | ----- | ----- | ----- | ----- |
| 827  | 909  | 956  | 1 182 | 1 409 | 1 446 | 1 433 | 1 459 | 1 561 |

| 1856  | 1861  | 1866  | 1872  | 1876  | 1881  | 1886  | 1891  | 1896  |
| ----- | ----- | ----- | ----- | ----- | ----- | ----- | ----- | ----- |
| 1 537 | 1 512 | 1 523 | 1 432 | 1 413 | 1 452 | 1 538 | 1 553 | 1 569 |

| 1901  | 1906  | 1911  | 1921  | 1926  | 1931  | 1936  | 1946  | 1954  |
| ----- | ----- | ----- | ----- | ----- | ----- | ----- | ----- | ----- |
| 1 690 | 1 715 | 1 659 | 1 816 | 1 799 | 1 870 | 1 800 | 1 764 | 1 830 |

| 1962  | 1968  | 1975  | 1982  | 1990  | 1999  | 2006  | 2007  | 2012  |
| ----- | ----- | ----- | ----- | ----- | ----- | ----- | ----- | ----- |
| 2 110 | 3 008 | 4 350 | 4 214 | 3 920 | 4 366 | 4 547 | 4 572 | 4 444 |

| 2017  | 2022  | - | - | - | - | - | - | - |
| ----- | ----- | - | - | - | - | - | - | - |
| 4 432 | 4 387 | - | - | - | - | - | - | - |

### Enseignement
L'école maternelle Jean Jaurès, l'école Edmond-Marquis et l'école Paul-Langevin accueillent les élèves relevant de la scolarité primaire.

## Culture locale et patrimoine

### Lieux et monuments
- Église Saint-Vaast de Camon, XVIe siècle, vitraux modernes de Joseph Archepel et d'Alain Mongrenier.

### Héraldique
| Blason de Camon | Blason  | De gueules au bateau d'hortillon au naturel flottant sur une mer d'azur, brochant sur un soleil non figuré issant d'or et soutenu de deux roses de gueules. Ornements extérieursCroix de guerre 1939-1945 avec étoile de bronze. Citation à l'ordre de la division du 11 novembre 1948 : « vaillante et courageuse commune, violemment bombardée, atteinte par l'ennemi le 19 mai 1940, n'en a pas moins continué, dans la clandestinité, le dur combat. Résistance politique : trente-deux de ses fils déportés ou internés, dont huit morts dans les camps de concentration. ». |
| Blason de Camon | Détails | Il rappelle la culture maraîchère pratiquée dans les hortillonnages accessibles en barque. Les deux roses rappellent la chanson Roses de Picardie Ce blason a été créé en 1960 à la demande de la municipalité. |